# Tamanuiterā
En la mitología maorí, Tama-nui-te-rā (Tamanuiterā) es la personificación del sol.

## Etimología
Tama-nui-te-rā es un dios solar maorí. En lengua maorí, Tama-nui-te-rā significa «Gran Hijo del Sol». La palabra maorí para «sol» o «día» es rā, que deriva del protopolinesio * laqaa.

## Leyendas
Según la mitología maorí, el sol se movía tan rápido por el cielo que no había tiempo suficiente en el día para que la gente completara sus tareas. El semidiós Māui, junto con sus hermanos, viajó al lugar donde Tama-nui-te-rā emergió del inframundo y tendió cuerdas para atraparlo y luego lo golpeó para que viajara más despacio por el cielo. Se dice que los rayos del sol son restos de las cuerdas que ralentizan su viaje.

## Familia
En algunas leyendas, Tama-nui-te-rā es el esposo de Ārohirohi, diosa de los espejismos. En otras, Tama-nui-te-rā tenía dos esposas: Hineraumati, la dama del verano, y Hinetakurua, la dama del invierno. Durante el año dividía su tiempo entre sus dos esposas y esto marcaba el cambio de estaciones y la posición del sol en el cielo. En invierno, la salida del sol en el cielo noreste marcaba la residencia de Tama-nui-te-rā con Hinetakurua. Tras el solsticio de invierno, el cambio de posición del sol hacia el cielo sureste se describía como el regreso de Tama-nui-te-rā junto a Hineraumati.
Al hijo de Tama-nui-te-rā e Hineraumati, Tane-rore, se le atribuye el origen de la danza conocida como haka.
Otro hijo de Tama-nui-te-ra es Auahitūroa, dios de los cometas y los fuegos. Los nietos de Tama-nui-te-rā son los cinco Ngā Mānawa, o Niños del Fuego, que se corresponden con los cinco dedos de la mano humana.